# Pfarrkirche Ried in der Riedmark

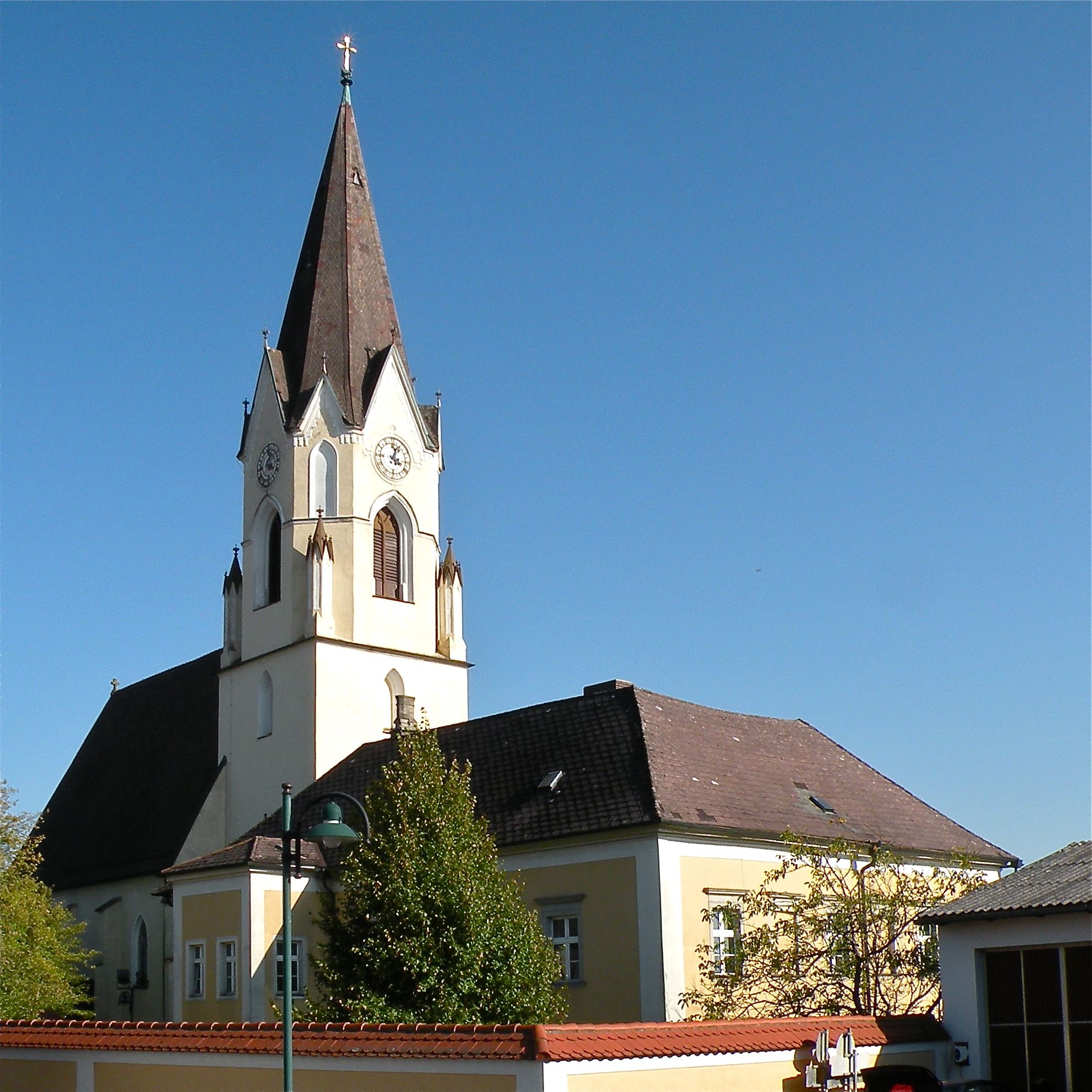
Katholische Pfarrkirche hl. Remigius in Ried in der Riedmark

Die Pfarrkirche Ried in der Riedmark steht auf einem freien Platz im Süden des Ortes über einer nach Süden abfallenden Geländekante in der Marktgemeinde Ried in der Riedmark im Bezirk Perg in Oberösterreich. Die dem Heiligen Remigius von Reims geweihte römisch-katholische Pfarrkirche – dem Stift Sankt Florian inkorporiert – gehört zum Dekanat Perg in der Diözese Linz. Die Kirche steht unter Denkmalschutz (Listeneintrag).

## Geschichte

### Geschichte der Pfarre
Der Ort gilt als frühes Zentrum der Seelsorge. Die Pfarre ist laut der Urkunde Confirmatio Ludovici Pii (823) gemeinsam mit Naarn und Saxen eine der Ur-Pfarren des unteren Mühlviertels. Ried wurde wohl im Jahr 1111, sicher 1122 als Pfarre des Bistums Passau genannt. Im Zuge der Hussiteneinfälle ins Mühlviertel wurden 1424 auch die Kirchen in Ried, Marbach und Marwach niedergebrannt bzw. verwüstet. Dabei wurden alle Urkunden, die sich im Pfarrhof Ried befanden, vernichtet. 1547 wurde die Kirche dem Stift Sankt Florian inkorporiert. Die Rieder Kirche blieb während der Reformationszeit eine katholische Stätte, während es auf Schloss Marbach evangelische Prädikanten gab, die nach kaiserlichem Dekret vom 4. Oktober 1624 unter dem bayerischen Statthalter Adam von Herberstorff jedoch den Ort verlassen mussten.
Im Verlauf der Zeit gingen aus dem Gebiet der Altpfarre Ried etwa ein Dutzend weitere Pfarren hervor:
- 1116 (und wieder 1785) Katsdorf
- 1131 Gutau mit der späteren Pfarre St. Leonhard und event. Weitersfelden
- spätestens 1208 Wartberg mit den späteren Pfarren Hagenberg (1785) und Pregarten (ebenfalls 1785)
- spätestens 1222 Lasberg mit den späteren Pfarren Grünbach (1308) und Kefermarkt (1480)
- um 1288 Freistadt
- 1613 Mauthausen

### Baugeschichte
Vom kleineren Vorgängerbau sind im Dachboden Giebelschrägen am Ostgiebel erhalten. Der Chor wurde um 1400 erbaut. Die Hussiteneinfälle ins Mühlviertel verursachten eine längere Bauunterbrechung, danach wurde der Bau gemäß der Jahresangabe 1439 im Westen begonnen, die Emporenbrüstung nennt 1490, das Langhaus nennt 1497. Der Turm wurde im 15. Jahrhundert erbaut und 1864 im neugotischen Stil erhöht. Die Sakristei entstand im Ende des 17. Jahrhunderts. Von 1880 bis 1995 fand eine Renovierung statt, bei der Werksteine ergänzt und überarbeitet wurden. Das Beichthaus entstand um 1900.

## Architektur
Die bemerkenswerte spätgotische Hallenkirche beeindruckt weiters mit der neugotischen Einrichtung.
Das vierjochige Langhaus hat ein dreischiffiges Westjoch, wobei die weiteren Joche zweischiffig weitergeführt wurden, analog wie in der Pfarrkirche Bad Kreuzen und der Pfarrkirche Mauthausen. Das Sternrippengewölbe im Osten auf zwei oktogonalen Mittelpfeilern beinhalten Wirbelräder und sind in der Gestaltung vom Gewölbe in Westjoch mit einfacheren aber unterschiedlichen Rippenfigurationen abgesetzt. Die Westempore zeigt eine bemerkenswerte Maßwerkbrüstung. Der kleinere stark eingezogene einjochige Chor mit einem Fünfachtelschluss ist kreuzrippengewölbt. Der spätgotische Westturm mit stark massivem Mauerwerk trägt einen neugotischen Aufbau. Im nördlichen Chorwinkel ist ein Beichthaus angebaut, im südlichen Chorwinkel eine eingeschoßige Sakristei.

## Ausstattung
Einrichtung
Die Einrichtung ist bemerkenswert einheitlich neugotisch mit aufwendig geschnitzten Altären von Josef Untersberger. Die Einzelfigur hl. Remigius schuf 1997 Leopold Raffetseder als Kopie nach der Original des Lorcher Meisters um 1520 im Lauriacum Museum in Enns. Der Volksaltar besteht teils aus dem ehemaligen Kanzelkorb von Josef Kepplinger (1898) aus der Filialkirche Niederzirking.
Das Harmonium mit 3 Registern bauten die Gebrüder Rieger im vierten Viertel des 19. Jahrhunderts.
Bronzetore
Die vier Bronzetore wurden zwischen 1986 und 1989 von Peter Dimmel geschaffen, der schon zuvor einige bemerkenswerte Bronzetore in Oberösterreich entworfen hatte. Künstlerisches Vorbild waren die fast 800 Jahre alten Sandsteinreliefs mit Szenen aus dem Leben des heiligen Remigius am Nordportal der Kathedrale von Reims.
Glocken
Schon im Jahr 1311 waren Glocken vorhanden, weil der Mesner für das Läuten der Glocken mit den Geldern aus einer Stiftung entlohnt wurde. Im Jahr 1902 wurde ein großes Vier-Geläut mit einem Gesamtgewicht von 2747 Kilogramm angeschafft, das aber bereits 15 Jahre später während des Ersten Weltkrieges für Rüstungszwecke beschlagnahmt und eingeschmolzen wurde. Nur die kleinste Glocke entging 1917 der Ablieferung, sie kam 1929 in die Filialkirche Niederzirking. Die fünf neuen Glocken des Jahres 1929 mussten wenige Jahre später wieder für Kriegszwecke abgeliefert werden.
Das heutige fünf-teilige Geläut wurde 1948 gegossen:
- Remigiusglocke (Friedensglocke), 1937 kg, Ton Cis
- Herz-Jesu-Glocke, 1184 kg, Ton D
- Herz-Mariä-Glocke, 810 kg, Ton Fis
- Theresiaglocke, 597 kg, Ton Gis
- Josefglocke (Sterbeglocke), 353 kg, Ton H